# 鹿児島市立大明丘小学校
鹿児島市立大明丘小学校（かごしましりつ だいみょうがおかしょうがっこう 英語: Daimyougaoka Elementary School）は、鹿児島県鹿児島市大明丘一丁目にある公立小学校。

## 沿革
- 1970年（昭和45年） - 鹿児島市立吉野小学校、鹿児島市立清水小学校から分離し開校。

## 通学区域
- 吉野町の一部
- 大明丘一丁目から三丁目の全域
- 東坂元三丁目の一部
- 東坂元四丁目の一部